# Casiano de Tánger
Casiano de Tánger, fue un santo cristiano del siglo III. Se dice tradicionalmente que fue decapitado el 3 de diciembre de 298, durante el imperio de Diocleciano. La Pasión de San Casiano se adjunta a la de San Marcelo de Tánger. Algunos eruditos modernos no lo consideran confiable.
Según él, fue un registrador de la corte en el juicio de Marcelo el Centurión. Aurelius Agrícola, subprefecto de la provincia romana de Mauritania Tingitana, dirigió el juicio. Cuando se impuso la pena de muerte a Marcelo, Casiano arrojó su pluma y declaró que era cristiano. Fue arrestado inmediatamente y ejecutado. Casiano es el santo patrón de los taquígrafos modernos.
Casiano de Tánger es el mártir mencionado por san Prudencio (n. 348) en su himno "Liber Peristephanon" ("De Coronis Martyrum") (Carmen IV, 45-48): "Ingeret Tingis sua Cassianum, festa Massylum monumenta regum, qui cinis gentes domitas coegit. ad iuga Christi".